# Sexualité de groupe
La sexualité de groupe, nommée familièrement « partouze », désigne un ensemble de conduites sexuelles et sociales qui incluent des pratiques sexuelles, des types de relations, des émotions et des significations impliquant simultanément plus de deux individus. Il s'agit généralement de rencontres passagères, qui ne comportent pas nécessairement d'actes de pénétration, parfois dénommées « mélangisme », « échangisme », etc. En revanche, le « polyamour » n'implique pas en lui-même la pratique de la sexualité de groupe.
Enfin ces différentes relations peuvent avoir lieu en privé sans impliquer la présence de tiers, ou bien en public dans des établissements commerciaux spécialisés dans le tourisme sexuel et dédiés à ces pratiques qu'il s'agisse d'établissement de bains ou de saunas, de dancings, de boîtes de nuit et de clubs de vacances.
La sexualité de groupe parait intemporelle, des scènes explicites apparaissant à toutes époques : les rituels de Komos et Bacchus pendant l'Antiquité, la représentation de certains bains médiévaux,, les écrits libertins et leurs illustrations au XVIIIe siècle, les différents témoignages sur les « bordels » jusqu'au milieu du XXe siècle. En France, en ce début de XXIe siècle, l'échangisme demeure une pratique rare.
Dans un groupe, chacun peut assouvir des fantasmes, à distance comme l'exhibitionnisme et le voyeurisme, en allant jusqu'aux attouchements, caresses, masturbations, baisers et, bien entendu, la pénétration. Ce comportement concerne aujourd'hui des individus de toutes conditions sociales ou orientations sexuelles et peut s'associer à d'autres pratiques, qu'elles soient plus ou moins communément admises (BDSM). Souvent présenté comme attenante à la libération sexuelle, une grande part de la sexualité de groupe est perçue de façon erronée, selon certains féministes, surtout comme une tentative de réaction pour perpétuer le pouvoir masculin dans la société contemporaine.

## Les espaces de rencontre

### Un monde discret, plus vraiment secret
Malgré des assouplissements juridiques récents[Quand ?] qui rendent difficiles les « descentes de la Mondaine », les rencontres sexuelles en groupe intègrent un tabou, frôlent l'illégalité (exhibitionnisme ou polygamie), et leurs pratiques restent amplement contestées — y compris dans le champ psychiatrique (« paraphilie »). C'est pourquoi les rencontres ont encore lieu dans des espaces privés et discrets. Les « bars à hôtesses » ne convenant généralement plus, les moments de rencontre ont lieu chez des particuliers, dans des chambres d'hôtel, des véhicules spacieux, dans des extérieurs peu fréquentés (plages, bois et autres sites isolés servant aussi à la « drague » pour les gays, les « frangins et frangines ») ou, le plus généralement, dans des clubs spécialisés.
Proliférant depuis la fin des années 1960, le club dit « libertin » (souvent encore appelé club échangiste) est un établissement « privé » totalement conçu pour la sexualité de groupe. Beaucoup de clubs montrent une relative distance par rapport aux pratiques sexuelles minoritaires : interdiction aux hommes seuls (soirées couples), port obligatoire d'une jupe pour les femmes…

### Un champ libertaire, libéral et commercial
Si la sexualité de groupe était associée à une relative discrétion avant le milieu des années 1990, une véritable mode s'est instituée : on a « créé le besoin ». Le sexe devient un commerce comme les autres, certains sex shop remplacent leur devanture noire par une vitrine exposant ouvertement des dessous sexy, les revues (y compris les revues dites « féminines ») abordent sans complexe le sujet qui s’accompagne de tout un équipement (sex toys) pris sous l’angle de l’achat plus que de l’analyse : le sexe se confond avec l’outillage et la performance des pratiquants (chirurgie esthétique, mensuration), de leur nombre, et de la nature excentrique des pratiques.
Le sexe, censé être gratuit au même titre que l’on est théoriquement libre de disposer de son corps, est devenu un mode de consommation où les règles de l’accumulation, les lois du in et du out s’instaurent. Finalement, la sexualité de groupe s’avère indissociable de son temps, ce glissement ayant été traité par Michel Houellebecq dans Extension du domaine de la lutte et, surtout, dans Les Particules élémentaires. L’exemple qu’il prend au Cap d’Agde est devenu éloquent. L’ensemble aménagé dans les années 1970 comme une vaste plage naturiste s’est amplement détourné pour devenir le « premier site libertin d’Europe » avec des campings ou hôtels « pour couples » qui mélangent naturisme et « non-conformisme », les plages devenant en soirée des lieux de rencontre (voir par ex. le film Les Textiles de Franck Landron). Cependant, depuis une dizaine d‘années, la présence policière interdit l'accès aux dunes et contraint les pratiquants à limiter leurs activités à l’intérieur des clubs et autres commerces du sexe.

### Internet: un outil de médiation sexuelle?
Tout d’abord limitée à des cercles d’amis qui se communiquaient des adresses par le bouche-à-oreille ou à quelques amateurs lisant les petites annonces ou les revues spécialisées, la démocratisation des nouveaux outils de communication (dès l’arrivée du « Minitel rose ») favorise la pratique des rencontres intimes chez des particuliers ou dans des « soirées privées ». Pris dans un sens très large (exhibitionnisme et voyeurisme virtuel impliquant de facto plus de deux individus), la sexualité de groupe peut s’étendre à la simple diffusion d'images sur internet (webcam). Les serveurs internet peuvent ainsi apparaître comme un premier sas initiatique, aisément franchissable, vers une sexualité de groupe ; surtout si l’on considère que certains de ces sites définissent précisément les « fantasmes » de leurs membres et font la publicité des clubs.
Cependant, si beaucoup d’auteurs veulent régulièrement voir une montée en puissance du phénomène, les réalités statistiques ne montrent pas d’évolutions notoires à long terme. Toutefois, le développement du numérique et de la mobilité a permis la création de réseaux sociaux libertins qui ont favorisé le développement de soirées privées, organisées par des particuliers voire des organisateurs professionnels, entraînant un lent déclin des clubs libertins.

## Vers une typologie de la sexualité en groupe

### Nommer la sexualité de groupe
Si l’on évoquait ouvertement dans les années 1970 en France la notion de libération sexuelle et de « couple moderne », qui sous-entendait l’admission des relations extra-conjugales et même d’échangisme, ce vocabulaire va rapidement disparaître. Aussi, les termes désignant les formes de sexualité hors-couple ont rapidement tendance à passer en désuétude : les orgies, les partouzes ou les parties carrées sembleraient déplacées ; d‘autres pratiques ont été au contraire remises à la mode par les LGBT et quelques auteurs « branchés » (Michel Houellebecq, Catherine Millet) : ce sont respectivement le mélangisme, le voyeurisme et les gang bangs.
L’échangisme tient une place à part car il reste en usage bien qu’il ne désigne plus une permutation des femmes entre deux couples mais s’élargit à toutes les formes de sexualité de groupe. Les plus jeunes adeptes de la sexualité de groupe se désignent d’ailleurs rarement comme des « échangistes » (surtout s’ils ne sont pas en couple) mais préfèrent les termes de « libertins », « coquins », ou tout simplement « joueurs » voire « ouverts » — les plus fouillés revendiquant des ancrages à l’hédonisme et aux esthètes.

### Des pratiques très variées
Il est toujours un peu ridicule d’enfermer un ensemble d’individus dans des pratiques délimitées : rares sont en effet les formes de sexualité strictement définies, bien des « jeux » font d’ailleurs appel à l’imagination qui, en ce domaine, connait peu de limites. Cependant, si le Marquis de Sade ne donnait pas de limite à ses scènes de sexe, il faut constater que la sexualité de groupe intègre généralement des « normes », souvent imposées par les films pornographiques.[réf. nécessaire] Ces différentes pratiques peuvent être brièvement décrites :
- échangisme : permutation de partenaires entre couples (souvent hétérosexuels) ;
- mélangisme : attouchements sans pénétration en dehors du couple « régulier » ;
- côte-à-côtisme : couples à proximité, se regardant mais sans attouchement ;
- triolisme : couple accompagné d’une troisième personne (homme ou femme) ;
- candaulisme : observation de son partenaire en coït avec une tierce personne.

Moins fréquemment on peut aussi observer :
- gang bang : plusieurs individus autour d’un (souvent des hommes et une femme) ;
- bukkake : multiples éjaculations sur un individu (souvent le visage d'une femme).

## Orgie et sexualité de groupe
L'être humain cherche le plus possible à combiner différents plaisirs dans une même situation : les activités érotiques avec des mets fins, de la musique, une décoration recherchée, des senteurs et une ambiance raffinée pour démultiplier les plaisirs et fournir une sensation de plénitude hédonique. Dans cet ordre d’idées, les orgies de l’antiquité combinaient toutes les modalités possibles du plaisir.

« Dans le banquet, les Grecs ont voulu faire la synthèse de tous les plaisirs intellectuels ou physiques qu'ils ont pu concevoir. [Les Grecs] transposent jusque dans leurs bombances la définition élitiste du Kalos Kagathos, le Beau et le Bon. »

Cette recherche totale de tous les plaisirs, l'orgie, se retrouve dans quasiment toutes les époques de l'histoire.

## Des nouveaux «libertins»?

### Une part d’ombre
Cette part d’ombre se rattache volontiers à l’échangisme : affirmé comme non-conformisme, il est amplement inscrit dans un imaginaire hétéronormatif (que l’on retrouve dans le mot même d’échange, soit dans un « troc » qui concerne surtout la femme) et peut même être interprété comme une possibilité conservatrice du « couple hétérosexuel normé » pour résister aux crises en autorisant l’adultère, à condition d’y participer ensemble (pour ne pas dire de le « surveiller »). Ainsi, les formes courantes de sexualité de groupe n’échappent pas aux délimitations classiques des usages et des genres voire aux hiérarchies imposées par le schéma du couple traditionnel (fusion/domination homme/femme, conservatisme, jalousie, etc.).

### Une érotique encadrée par les autorités sanitaires?
Derrière cette distinction de genre, des associations du type Couple contre le Sida ont essayé de redéfinir la « multisexualité » en intégrant les couples dans une logique plus large et plus proche des LGBT, notamment à des fins préventives médicales rendues nécessaires face à l‘extension probable des pratiques multisexuelles. Les limites se sont ainsi montrées relativement poreuses entre des personnes qui se définissent échangistes, mais aussi libertines, mélangistes, homosexuelles, travestis hommes et femmes, personnes trans, queers, hardeurs et hardeuses, bisexuelles, intersexuées, et enfin, pour tout rassembler en un mot, la pansexualité. Suivant un terme qui reste à définir (polysexualité, plurisexualité, omnisexualité), il serait possible d'élargir la notion de pansexualité en s'affranchissant non seulement du genre (H/F/LGBTQI) mais aussi du nombre (3, 4, 5, n), des durées, des types de relations…
Bien que satisfaisant, le mot « libertin » suppose une philosophie contraire aux croyances et s'associe mal à une redéfinition contemporaine liée à une montée en puissance de l’individualisme aboutissant sur un hédonisme et paraissant étendre le libéralisme jusqu'à notre intimité et notre sexualité. Mais on peut aussi y discerner la mise à distance d’un imaginaire du couple fusionnel chrétien (cf. Alain Corbin), non seulement comme modèle mais aussi comme « anti-modèle » (Georges Bataille).
Il s’agirait dès lors d’établir sans tabou une re-construction positiviste des plaisirs, comme l’évoque par exemple Michel Onfray en s’ouvrant aux théories plus ou moins « géométriques » et « cinétiques » du Kâmasûtra.[réf. nécessaire] L’auteur cherche ainsi à démontrer que le « libertinage » peut se dissocier de la part d’ombre qui définit notre refus civilisationnel d’épanouissement sexuel. Mais cette démarche a aussi ses secrets et n’est pas sans se relier à un certain paganisme. Mais ceci reste une hypothèse certes séduisante qui ne résiste pas à l'examen : la « planète échangiste » ne participe en rien de la mouvance LGBTQI et, bien au contraire, elle s'en détache et prend ses distances à son égard, que ce soit en France ou aux États-Unis : l'échangisme constitue une culture sexuelle spécifique avec ses codes.[réf. nécessaire]